# Кенкі Фукуока
Кенкі Фукуока  (яп. 福岡 堅樹 Фукуока Кенкі, нар. 7 вересня 1992, Коґа (Фукуока), Японія) — японський регбіст, який виступав на позиції вінга. Свою ігрову кар'єру провів у клубах «Панасонік Вайлд Найтс» і «Санвулвз», також виступав за збірну Японії на чемпіонатах світу 2015 та 2019 років. Учасник літніх Олімпійських ігор 2016 року у складі збірної Японії з регбі-7. У 2021 році завершив кар'єру гравця для того, щоб мати можливість навчатися надалі на лікаря.

## Ранні роки
Народився у префектурі Фукуока, у місті Кога. Батько — стоматолог, дід — також лікар, що вплинуло на мрію Кенкі стати лікарем. Регбійну кар'єру розпочав у шкільні роки, вигравши у 2010 році щорічний шкільний турнір у Ханадзоно. Як студент Цукубського університету, виступав за його команду в студентському чемпіонаті Японії, проте через серйозну травму, отриману на другому курсі, своїх виступів продовжити не зміг. Внаслідок цього Кенкі подумував серйозно відмовитися від кар'єри спортсмена та не поєднувати її з навчанням.

## Кар'єра гравця

### Клубна
У 2016 році його запросили до команди «Панасонік Вайлд Найтс» на чолі з Роббі Дінсом і Едді Джонсом, які звернули увагу на молодого студента-медика. За свою кар'єру Фукуока відзначився не лише іграми за «Вайлд Найтс» у Топ-лізі, але й виступом у Супер Регбі за японський клуб «Санвулвз». За підсумками сезону 2017/2018 Фукуока потрапив у символічну збірну Топ-Ліги на позицію лівого вінгу (номер 11), також він отримав таку можливість у сезоні 2018/2019. За «Санвулвз» він виступав у сезонах 2016/2017 та 2017/2018, зігравши 13 матчів та набравши 25 очок: дебютний матч відбувся 25 лютого 2017 року проти «Гаррікейнс» (поразка 17:83). За всю свою кар'єру у «Вайлд Найтс» у 42 матчах він набрав 200 очок.

### У збірній
20 квітня 2013 року відбувся дебют Фукуокі у збірній Японії у грі проти Філіппін у Фукуоці. Через два місяці, 15 червня 2013 року, він зіграв у тест-матчі проти Уельсу, принісши збірній сенсаційну перемогу з рахунком 23:8 — це був перший випадок, коли Японія виграла матч проти команди першого ярусу World Rugby. У 2015 році Фукуока потрапив у заявку збірної Японії на чемпіонат світу в Англії: японці посіли третє місце в групі, сенсаційно обігравши ПАР з рахунком 34:32 у першому турі.
У 2016 році Фукуока включено в заявку збірної Японії з регбі-7 на Олімпіаду в Ріо-де-Жанейро: він виявився єдиним гравцем із заявки на чемпіонат світу 2015 року, а також відзначився на той момент виступами за збірну Японії у Світовій серії у сезонах 2013/2014 (етап у Токіо) та в сезоні 2015/2016 (етап у Сінгапурі). На тому турнірі збірна Японії посіла 4 місце. Того ж року спроба Фукуокі принесла японцям перемогу у Тбілісі у тест-матчі над Грузією з рахунком 28:22, а у 2018 році у Глостері він заніс спробу у залікову зону збірної Росії (перемога 32:27).
У 2019 році Фукуока потрапив в остаточну заявку збірної Японії на домашній чемпіонат світу. На турнірі він відзначився чотирма спробами: попри пропуск гри проти Росії, він повернувся до збірної у матчі проти Самоа, вийшовши на заміну та зробивши спробу. Інша його спроба дозволила японцям обіграти Ірландію, а ще дві спроби дозволили 13 жовтня перемогти Шотландію з рахунком 28:21 і вивести японців вперше в історії до чвертьфіналу чемпіонатів світу: під час матчу проти шотландців під час одного із заносів Фукуока обіграв сім гравців супротивника, пробігши дистанцію у 116 м. Фукуока отримав приз кращого гравця зустрічі з Шотландією. Матч 20 жовтня 2019 року проти ПАР став останнім у кар'єрі за збірну у Фукуокі: всього він зіграв 38 матчів і набрав 125 очок завдяки 25 спробам.

### Завершення кар'єри
Спочатку Фукуока збирався завершити кар'єру після літніх Олімпійських ігор 2020 року у Токіо і зайнятися медичною діяльністю, продовжуючи справу сім'ї: Кенкі говорив, що не виключає можливості в майбутньому стати спортивним лікарем-ортопедом. Однак пандемія COVID-19 призвела до скасування регбійного сезону в Японії та перенесення літніх Олімпійських ігор наступного року. У підсумку саме сезон Топ-Ліги 2020/2021 став останнім у кар'єрі Фукуокі: 20 лютого 2021 року гравець заявив, що успішно склав вступні іспити до медичної школи університету Дзюнтендо, в якій навчатиметься після закінчення кар'єри. За його словами, він усвідомлено відмовився від запрошення до збірної Японії з регбі-7 і виступу на Олімпіаді в Токіо.
У півфіналі сезону 2021 року японської Топ-Ліги проти «Тойота Вербліц» команда «Вайлд Найтс» перемогла з рахунком 48:21, а Фукуока заніс три спроби. 23 травня 2021 року відбувся фінал між командами «Панасонік Вайлд Найтс» і «Санторі Санголіат», який став останньою грою в кар'єрі Фукуоки. «Вайлд Найтс» перемогли з рахунком 31:26, що принесло п'яту перемогу клубу у чемпіонаті Японії та єдиний титул чемпіона в кар'єрі Фукуокі. Крім цього, він втретє поспіль опинився у символічній збірній Топ-Ліги, а також отримав приз MVP Топ-Ліги сезону.

## Стиль гри
За словами Едді Джонса, Кенкі Фукуока не поступався за швидкістю Браяну Габані, а тренер «Вайлд Найтс» Роббі Дінс стверджував, що в матчах Кенкі просто не помічає перешкод на своєму шляху та міг би мати чудовий вигляд у складі збірної будь-якої з країн світу. На думку новозеландського порталу новин Stuff, за своїм рівнем гри Фукуока заслуговував на те, щоб їм навсправжки зацікавилися провідні клуби Японії та Європи.